# Lycinus portoseguro
Espèce
Lycinus portoseguro est une espèce d'araignées mygalomorphes de la famille des Pycnothelidae.

## Distribution
Cette espèce est endémique de Bahia au Brésil,. Elle se rencontre vers Porto Seguro.

## Description
Le mâle holotype mesure 25,8 mm et la femelle paratype 27,0 mm.

## Systématique et taxinomie
Cette espèce a été décrite par Lucas et Indicatti en 2010.

## Étymologie
Son nom d'espèce lui a été donné en référence au lieu de sa découverte, Porto Seguro.

## Publication originale
- Lucas & Indicatti, 2010 : « Description of two new species of Lycinus (Araneae: Nemesiidae). » Zoologia (Curitiba), vol. 27, no 224, p. 425-430 (texte intégral).